# Cynanchum crassipedicellatum
Cynanchum crassipedicellatum är en oleanderväxtart som beskrevs av U. Meve och S. Liede. Cynanchum crassipedicellatum ingår i släktet Cynanchum och familjen oleanderväxter. Inga underarter finns listade i Catalogue of Life.